# Üröm
Üröm é um município da Hungria, situado no condado de Peste. Tem 6,66 km² de área e sua população em 2015 foi estimada em 8.119 habitantes.